# Кермечник червонуватий
Кермечник червонуватий (Goniolimon rubellum) — вид рослин з родини кермекових (Plumbaginaceae), поширений в Україні, Росії, Казахстані.

## Опис
Прикореневі листки еліптично-ланцетні, 3–6 см × 3–12 мм. Квітконосні стебла до 20 см заввишки. Суцвіття розлоге. Віночок пурпурово-фіолетовий. Насіння 3.5 мм завдовжки, чорнувате.
Цвіте у червні — серпні. Плодоносить у липні — вересні.

## Поширення
Поширений в Україні, пд.-зх. Росії, Казахстані.
В Україні вид зростає на карбонатних суглинках, рідше літоральних засолених (глинисто-черепашкових) пісках — у Криму й Присивашші.

## Загрози й охорона
Загрозами є надмірне випасання худоби, рекреація, сінокосіння, збирання на букети.
Занесений до Червоної книги Україні в статусі «Вразливий». Охороняється в Азово-Сиваському НПП.